# Strange (Depeche Mode)
Strange è una raccolta di video musicali della band di musica elettronica Depeche Mode diretti dal regista olandese Anton Corbijn.
Una sorta di sequel intitolato Strange Too è stato realizzato contestualmente alla pubblicazione del long playing del 1990 Violator e pubblicato nello stesso anno.

## Video
La raccolta include il videoclip di A Question of Time (1986), il primo girato da Corbijn per il gruppo, insieme a quelli dei singoli estratti dall'album Music for the Masses (1987).
I filmati si susseguono come in un cortometraggio, talvolta intervallati da scene senza musica di sottofondo.
L'ordine in cui compaiono i brani è il seguente:
1. A Question of Time
2. Strangelove
3. Never Let Me Down Again[5]
4. Behind the Wheel
5. Pimpf

## Cast
I Depeche Mode erano:
- David Gahan
- Martin Lee Gore
- Andrew Fletcher
- Alan Wilder

Altri attori compaiono nel corso del cortometraggio tra cui l'italiana Ippolita Santarelli (la ragazza sulla Vespa in Behind the Wheel).

## Edizioni
La raccolta fu pubblicata per la prima volta nel 1988 dalla Virgin Records, in Regno Unito), e dalla Sire / Reprise negli Stati Uniti d'America).
- Virgin Video VVC 248 (Virgin Records, 1988)
- Virgin Video VVC 336 (Virgin Records, 1988)
- Sire / Reprise 38147-3 (Sire / Reprise, 1988)

Nel 1999 l'etichetta discografica indipendente Mute Records ha ripubblicato Strange in videocassetta.
In Regno Unito fu messa in commercio un'edizione limitata contenente sei cartoline autografate.
- Mute Film MF 026 (Mute Records, 1999)

Sony Music Entertainment ha pubblicato i formati DVD e Blu-ray di Strange/Strange Too il giorno 8 dicembre 2023.